# Nico Jonaeson
Nico Jonaeson, född den 18 juli 1994, är en finländsk innebandysspelare som spelar för Nokian KrP och finländska landslaget.
Nico Jonaeson har med det finländska landslaget tagit ett VM-guld (2024) och ett silver i World Games (2025).